# Nationella enighetsdagen
Nationella enighetsdagen (ryska:День народного единства) firas den 4 november och är en helgdag i Ryssland. Dagen firades först i det forna Tsarryssland och upphörde under sovjettiden (1917) för att sedan återinföras som helgdag 2005. Dagen kallas ibland för "Dagen då ockupationerna av polack-letter och svenskar upphörde". 

## Historia
Redan under sitt första regeringsår, 1613, instiftade tsar Mikael I av Ryssland en helgdag i november (oktober enligt gamla stilen) för att fira det föregående årets befrielse av Moskva från polska erövrare. Dagen firades årligen fram till 1917 och ersattes sedan av ett årligt firande av den så kallade Oktoberrevolutionen den 7 november.
Då firandet återinfördes 2005, var tanken först att införa nationella enighetsdagen den 7 november, samma dag som Oktoberrevolutionen, 1917. Men datumet ändrades sedan till 4 november på initiativ av de religiösa i Ryssland. 4 november är en religiös högtid i den Rysk-ortodoxa kyrkan, det är Guds Moder av Kazans festdag. 
Upproret mot det Polsk-litauiska samväldet vilket ledde till slutet på ockupationen av Moskva och slutet på den Stora oredan 1612 då man under ledning av slaktaren Kuzma Minin och fursten Dmitrij Pozjarskij besegrade polackerna, som ockuperade Ryssland, är det som firas under nationella enighetsdagen. Det var enigheten bland folket och viljan att hålla den ryska nationen vid liv, trots att det inte fanns någon Tsar eller Patriark som kunde leda dem som möjliggjorde Rysslands existens.

## Popularitet
Enligt undersökningar så vet endast 23 % av ryssarna namnet på högtiden, 8 % kände till den 2005. 22 % trodde att dagen hette "Försoningsdagen", namnet på högtiden som firades 7 november under 1990-talet. Endast 4 % visste att dagen kunde förknippas med befrielsen från det Polsk-litauiska samväldet.